# Brad Friedel
Bradley Howard Friedel detto Brad (Lakewood, 18 maggio 1971) è un allenatore di calcio ed ex calciatore statunitense, di ruolo portiere.
È primatista di presenze (20) con il Blackburn nelle competizioni calcistiche europee. Il 20 febbraio 2019 è stato inserito nella Hall Of Fame dei Rovers.

## Biografia
Sua moglie è barbadiana, e lui possiede il passaporto britannico.

## Caratteristiche tecniche
Era un portiere dotato di ottimi riflessi e atletismo, e che forniva sicurezza alla difesa. La lunghezza delle sue braccia è stata determinante per far sì che lui effettuasse parate difficoltose. Per via della sua longevità ha offerto un buon rendimento anche dopo i 40 anni grazie alla professionalità con cui si approcciava al gioco.

## Carriera

### Club

#### I primi anni
Friedel è cresciuto a Bay Village, in Ohio, dove ha frequentato le scuole Westerly Elementary School, Bay Middle School e Bay High School. Ha giocato a diversi sport, inclusi calcio, basket e tennis, sempre con buoni risultati. È stato nominato anche Atleta dell'anno di Bay Village nel 1989. È stato invitato a fare un provino nella squadra di basket della UCLA, nel 1990. Nel calcio, ha iniziato come attaccante.
Ha studiato alla UCLA, dove è stato membro della squadra di calcio dell'Università. Nelle sue tre stagioni alla UCLA, si è distinto come uno dei migliori portieri. Nel 1990, ha giocato con gli UCLA Bruins ed è stato selezionato nella formazione ideale delle squadre dei college. Una rivista americana lo ha inserito, addirittura, nella formazione del secolo, tra quelle dei college.

#### Newcastle, Brøndby, Galatasaray e Columbus Crew
Friedel ha lasciato la UCLA per proseguire la sua carriera. Ha aspettato di firmare per il Nottingham Forest, ma gli è stato negato il permesso di lavoro, come gli è accaduto altre volte in carriera. Comunque, ha firmato un contratto con la USSF, che gli ha permesso di poter giocare in Nazionale.
Dopo il campionato del mondo 1994, ha iniziato a cercare una squadra: è stato cercato dal Newcastle United di Kevin Keegan, ma gli è stata nuovamente rifiutata la concessione del permesso di lavoro. Nell'attesa del permesso, quindi, è arrivato come calciatore in prestito dalla federazione statunitense. Quando il permesso è stato nuovamente respinto, si è trasferito in Danimarca, al Brøndby. È partito, inizialmente, come sostituto di Mogens Krogh, ma poi è stato promosso titolare quando Krogh ha manifestato l'intenzione di trasferirsi. Friedel è rimasto con il club finché non è tornato negli States per prepararsi alla U.S. Cup e alla Copa América.
Dopo questi due tornei, ha cercato nuovamente di trasferirsi in Inghilterra, questa volta al Sunderland. Comunque, quando il permesso non gli è stato concesso, il suo agente ha trattato il trasferimento dalla federazione al Galatasaray, in cambio di 1,1 milioni di dollari. Ha trovato come allenatore Graeme Souness, che ha poi incontrato nuovamente al Blackburn Rovers. A luglio 1996, alla fine della stagione turca, Friedel ha firmato per il Columbus Crew: è arrivato a metà stagione, perciò inizialmente è stato la riserva di Bo Oshoniyi, ma prima della fine del campionato ha giocato nove partite, con una media reti subite di 0.78 gol a partita. Nel 1997, è stato scelto come portiere titolare ed è stato scelto sia nella Squadra dell'anno che come Portiere dell'anno.

#### Liverpool
Il Liverpool ha deciso di acquistarlo dal Columbus Crew, per 1,7 milioni di dollari, dopo essere stati impressionati dalle sue prestazioni del 1997. Il 23 dicembre, ha ottenuto il permesso di lavoro, dopo che la prima richiesta è stata rifiutata. Ha debuttato nella partita contro l'Aston Villa, il 28 febbraio 1998. Nonostante i successi iniziali, ha trovato difficoltà nella sua avventura ad Anfield e ha giocato solo trenta partite in tre stagioni, di cui due in Coppa UEFA, come sostituto di Sander Westerveld.

#### Blackburn Rovers

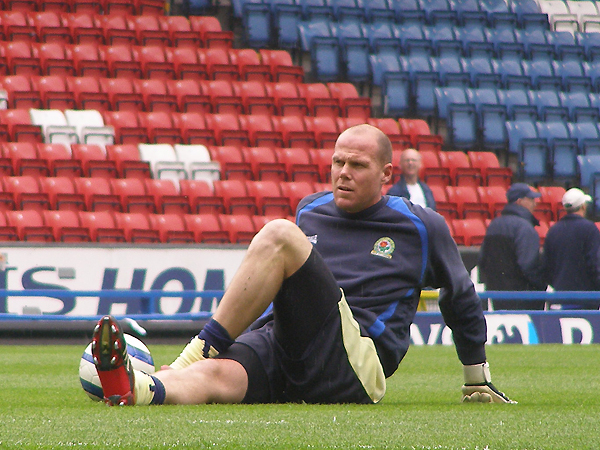
Friedel in allenamento con i Blackburn Rovers

A novembre 2000, ha firmato per il Blackburn, fortemente voluto da Souness, in scadenza di contratto, dopo che gli è stato accordato il permesso di lavoro. Si è subito ambientato, coi Rovers, aiutando la squadra a raggiungere la promozione in Premier League nel 2001. Con le sue parate, poi, ha contribuito alla permanenza della squadra nel massimo campionato inglese.
Memorabili sono state le sue prestazioni contro il Tottenham Hotspur, nella finale di Coppa di Lega 2002, e in una vittoria per 2 a 1 in casa dell'Arsenal, in cui ha salvato la sua porta in diverse occasioni. Nella stessa stagione, è da ricordare anche la vittoria contro il Fulham, in cui Friedel ha parato anche un calcio di rigore.
Alla fine del campionato 2003-2004, è stato scelto nella Squadra dell'anno ed è stato nominato anche giocatore dell'anno del Blackburn. Il 21 febbraio 2004, ha segnato una rete nella trasferta della squadra in casa del Charlton Athletic. Il suo gol è stato quello del momentaneo 2 a 2, ma il Charlton ha poi segnato il 3 a 2 pochi secondi dopo. È diventato, così, il secondo portiere a segnare in Premier League, dopo Peter Schmeichel che c'è riuscito nel 2001.
Il 9 settembre 2006, il Blackburn ha giocato in casa dello Sheffield United e Friedel ha parato due rigori, permettendo alla sua squadra di pareggiare 0 a 0 ed è stato nominato Migliore in campo. Negli ultimi cinque anni al Blackburn, ha saltato soltanto due partite di campionato.
Il 14 aprile 2007, ha rinnovato il suo contratto con il Blackburn, dicendo che l'amore per il club è stata la ragione che lo ha spinto a firmare. Due anni dopo, il 5 febbraio 2008, ha nuovamente rinnovato e ha dichiarato:
(Brad Friedel)

#### Aston Villa

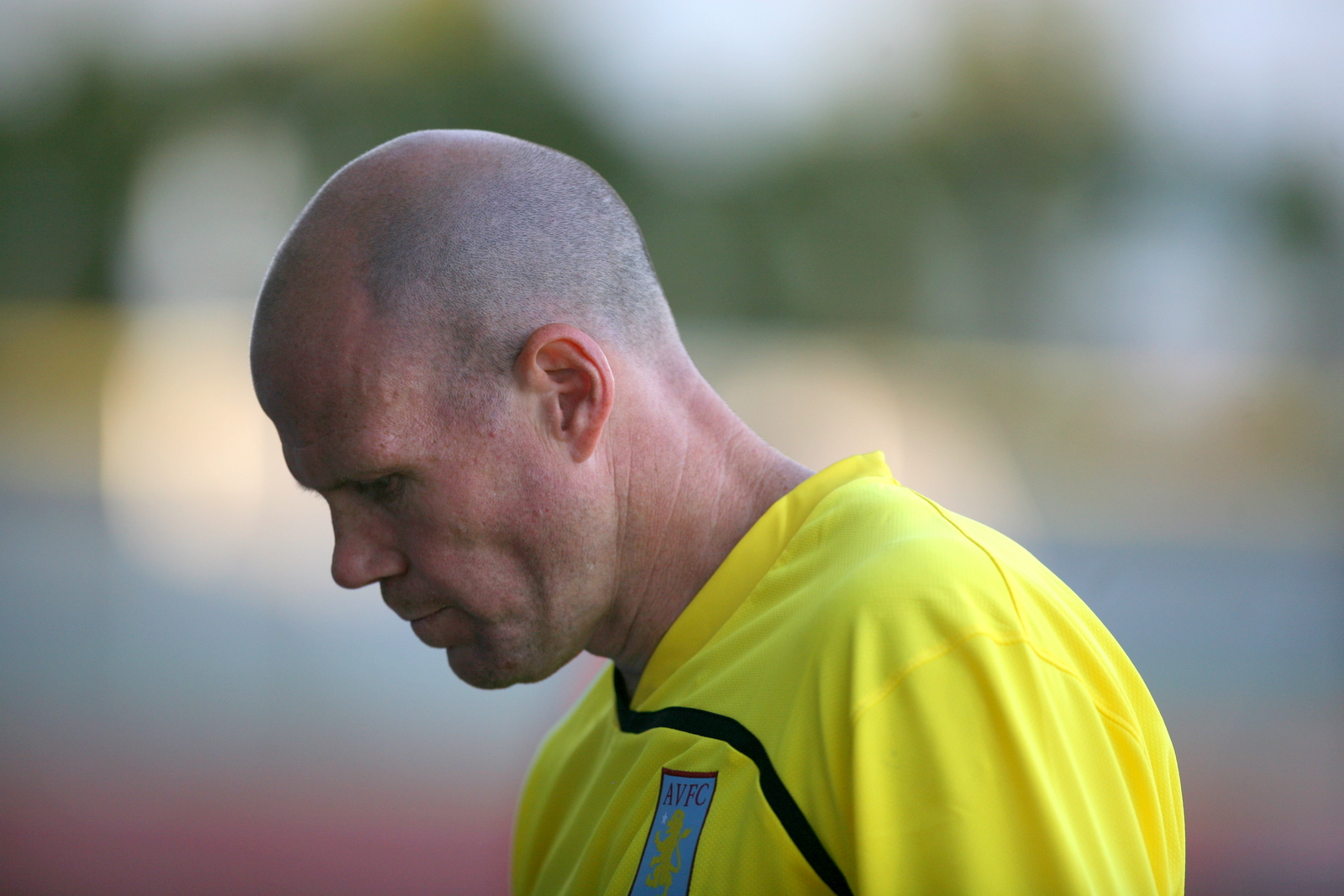
Friedel all'Aston Villa

Il 18 luglio 2008, è stato rivelato dal Blackburn che Friedel ha chiesto il permesso di parlare con i dirigenti dell'Aston Villa se una loro offerta fosse stata accettata. Il portiere è stato seguito sia dai Villans che dal Manchester City. Il 23 luglio, il Blackburn ha accettato un'offerta di 2,5 milioni di sterline e, il 26 luglio, Friedel ha firmato un triennale con l'Aston Villa. Il 2 agosto ha debuttato in una partita non ufficiale, una amichevole in casa del Reading, in cui ha parato un rigore. La prima partita ufficiale è stata in Coppa UEFA, contro il Fimleikafélag Hafnarfjarðar. Ha debuttato in Premier il 17 agosto, contro il Manchester City, in una vittoria per 4 a 2.
È stato espulso ad Anfield, contro il Liverpool, dall'arbitro Martin Atkinson. Il Liverpool ha guadagnato un calcio di rigore, realizzato poi da Steven Gerrard, che ha battuto il secondo portiere dell'Aston Villa, Brad Guzan (anch'egli statunitense). Il cartellino, poi, è stato annullato e per questo Friedel ha potuto proseguire con il suo record di apparizioni consecutive.

### Tottenham
Il 3 giugno 2011 firma per il Tottenham.
Dopo essere stato titolare il primo anno, nel secondo parte titolare per poi diventare la riserva del neoacquisto Hugo Lloris, che ha fermato il suo numero di partite consecutive giocate in Premier a 310.
Il 9 giugno 2014 rinnova il proprio contratto con gli Spurs per un'ulteriore stagione. In aggiunta, viene nominato ambasciatore del club londinese con lo specifico compito di aumentare la presenza del Tottenham in territorio statunitense.
Il 14 maggio 2015 annuncia il suo ritiro alla fine della Premier League 2014-2015.

### Nazionale
Friedel ottenne la prima convocazione per una partita contro il Canada, nel 1992. Ha partecipato, con la sua Nazionale, alla XXV Olimpiade. Al campionato del mondo 1994, è stato la riserva di Tony Meola. Quattro anni dopo, al campionato del mondo 1998, è stato il portiere di riserva di Kasey Keller (giocando comunque la partita persa con la Jugoslavia), mentre nel 2002 ha giocato da titolare scalzando Keller, ed è stato uno degli eroi della cavalcata degli Stati Uniti fino ai quarti di finale del torneo. È stato il primo portiere, dal 1974, a parare due rigori in una partita ai Mondiali.
Il 7 febbraio 2005, ha dato l'addio alla Nazionale, dopo 82 presenze.

### Allenatore
Il 5 gennaio 2016 è stato nominato commissario tecnico della Nazionale Under-19 di calcio degli Stati Uniti d'America, mentre il 9 novembre 2017 è diventato allenatore dei New England Revolution in MLS.

## Statistiche

### Presenze e reti nei club
Statistiche aggiornate al 20 marzo 2014.
| Stagione             | Squadra              | Campionato           | Campionato | Campionato    | Coppe nazionali | Coppe nazionali | Coppe nazionali | Coppe europee | Coppe europee | Coppe europee | Altre coppe | Altre coppe | Altre coppe | Totale | Totale  |
| Stagione             | Squadra              | Comp                 | Pres       | Reti          | Comp            | Pres            | Reti            | Comp          | Pres          | Reti          | Comp        | Pres        | Reti        | Pres   | Reti    |
| -------------------- | -------------------- | -------------------- | ---------- | ------------- | --------------- | --------------- | --------------- | ------------- | ------------- | ------------- | ----------- | ----------- | ----------- | ------ | ------- |
| 1995-1996            | Galatasaray          | SL                   | 30         | -35           | TK              | 7               | -4              | CU            | 0             | 0             | -           | -           | -           | 37     | -39     |
| 1996                 | Columbus Crew        | MLS                  | 9+3        | -7 + -7       | USOC            | 0               | 0               | -             | -             | -             | -           | -           | -           | 12     | -14     |
| 1997                 | Columbus Crew        | MLS                  | 29+4       | -35 + -5      | USOC            | 0               | 0               | -             | -             | -             | -           | -           | -           | 33     | -40     |
| Totale Columbus Crew | Totale Columbus Crew | Totale Columbus Crew | 38+7       | -42 + -12     |                 | 0               | 0               |               | -             | -             |             | -           | -           | 45     | -54     |
| gen.-giu. 1998       | Liverpool            | PL                   | 11         | -16           | FACup+CdL       | -               | -               | CU            | -             | -             | -           | -           | -           | 11     | -16     |
| 1998-1999            | Liverpool            | PL                   | 12         | -15           | FACup+CdL       | 0+2             | -4              | CU            | 2             | -1            | -           | -           | -           | 16     | -20     |
| 1999-2000            | Liverpool            | PL                   | 2          | -1            | FACup+CdL       | 0+2             | -4              | -             | -             | -             | -           | -           | -           | 4      | -5      |
| Totale Liverpool     | Totale Liverpool     | Totale Liverpool     | 25         | -32           |                 | 4               | -8              |               | 2             | -1            |             | -           | -           | 31     | -41     |
| 2000-2001            | Blackburn            | FD                   | 28         | -19           | FACup+CdL       | 6+0             | -6              | -             | -             | -             | -           | -           | -           | 34     | -25     |
| 2001-2002            | Blackburn            | PL                   | 36         | -47           | FACup+CdL       | 3+6             | -2 + -5         | -             | -             | -             | -           | -           | -           | 45     | -54     |
| 2002-2003            | Blackburn            | PL                   | 37         | -40           | FACup+CdL       | 3+3             | -6 + -4         | CU            | 4             | -7            | -           | -           | -           | 45     | -53     |
| 2003-2004            | Blackburn            | PL                   | 36         | -57; 1        | FACup+CdL       | 1+1             | -4 + -4         | CU            | 2             | -4            | -           | -           | -           | 40     | -69; 1  |
| 2004-2005            | Blackburn            | PL                   | 38         | -43           | FACup+CdL       | 7+0             | -7              | -             | -             | -             | -           | -           | -           | 45     | -50     |
| 2005-2006            | Blackburn            | PL                   | 38         | -42           | FACup+CdL       | 2+6             | -1 + -6         | -             | -             | -             | -           | -           | -           | 46     | -49     |
| 2006-2007            | Blackburn            | PL                   | 38         | -54           | FACup+CdL       | 6+1             | -3 + -2         | CU            | 8             | -6            | -           | -           | -           | 53     | -65     |
| 2007-2008            | Blackburn            | PL                   | 38         | -48           | FACup+CdL       | 1+3             | -4 + -4         | I+CU          | 2+4           | 0 + -3        | -           | -           | -           | 46     | -59     |
| Totale Blackburn     | Totale Blackburn     | Totale Blackburn     | 289        | -350; 1       |                 | 49              | -58             |               | 20            | -20           |             | -           | -           | 358    | -428; 1 |
| 2008-2009            | Aston Villa          | PL                   | 38         | -47           | FACup+CdL       | 3+0             | -4              | I+CU          | 0+5           | -5            | -           | -           | -           | 46     | -56     |
| 2009-2010            | Aston Villa          | PL                   | 38         | -39           | FACup+CdL       | 3+1             | -7 + -2         | UEL           | 0             | 0             | -           | -           | -           | 42     | -48     |
| 2010-2011            | Aston Villa          | PL                   | 38         | -59           | FACup+CdL       | 3+2             | -5 + -3         | UEL           | 0             | 0             | -           | -           | -           | 43     | -67     |
| Totale Aston Villa   | Totale Aston Villa   | Totale Aston Villa   | 114        | -145          |                 | 12              | -21             |               | 5             | -5            |             | -           | -           | 131    | -171    |
| 2011-2012            | Tottenham            | PL                   | 38         | -41           | FACup+CdL       | 0               | 0               | UEL           | 0             | 0             | -           | -           | -           | 38     | -41     |
| 2012-2013            | Tottenham            | PL                   | 11         | -17           | FACup+CdL       | 2+0             | -2              | UEL           | 7             | -11           | -           | -           | -           | 20     | -30     |
| 2013-2014            | Tottenham            | PL                   | 1          | -1            | FACup+CdL       | 0+2             | -2              | UEL           | 6             | -5            | -           | -           | -           | 9      | -8      |
| 2014-2015            | Tottenham            | PL                   | 0          | 0             | FACup+CdL       | 0               | 0               | UEL           | 0             | 0             | -           | -           | -           | 0      | 0       |
| Totale Tottenham     | Totale Tottenham     | Totale Tottenham     | 50         | -59           |                 | 4               | -4              |               | 13            | -16           |             | -           | -           | 67     | -79     |
| Totale carriera      | Totale carriera      | Totale carriera      | 546+7      | -663 + -12; 1 |                 | 76              | -95             |               | 40            | -42           |             | -           | -           | 669    | -812; 1 |

### Cronologia presenze e reti in nazionale
| Cronologia completa delle presenze e delle reti in nazionale ― Stati Uniti | Cronologia completa delle presenze e delle reti in nazionale ― Stati Uniti | Cronologia completa delle presenze e delle reti in nazionale ― Stati Uniti | Cronologia completa delle presenze e delle reti in nazionale ― Stati Uniti | Cronologia completa delle presenze e delle reti in nazionale ― Stati Uniti | Cronologia completa delle presenze e delle reti in nazionale ― Stati Uniti | Cronologia completa delle presenze e delle reti in nazionale ― Stati Uniti | Cronologia completa delle presenze e delle reti in nazionale ― Stati Uniti |
| Data                                                                       | Città                                                                      | In casa                                                                    | Risultato                                                                  | Ospiti                                                                     | Competizione                                                               | Reti                                                                       | Note                                                                       |
| -------------------------------------------------------------------------- | -------------------------------------------------------------------------- | -------------------------------------------------------------------------- | -------------------------------------------------------------------------- | -------------------------------------------------------------------------- | -------------------------------------------------------------------------- | -------------------------------------------------------------------------- | -------------------------------------------------------------------------- |
| 3-9-1992                                                                   | Saint John's                                                               | Canada                                                                     | 0 – 2                                                                      | Stati Uniti                                                                | Amichevole                                                                 | -                                                                          |                                                                            |
| 6-2-1993                                                                   | Santa Barbara                                                              | Stati Uniti                                                                | 1 – 1                                                                      | Romania                                                                    | Amichevole                                                                 | -1                                                                         |                                                                            |
| 21-2-1993                                                                  | Palo Alto                                                                  | Stati Uniti                                                                | 0 – 0                                                                      | Russia                                                                     | Amichevole                                                                 | -                                                                          |                                                                            |
| 3-3-1993                                                                   | Costa Mesa                                                                 | Stati Uniti                                                                | 2 – 2                                                                      | Canada                                                                     | Amichevole                                                                 | -                                                                          | 46’                                                                        |
| 10-3-1993                                                                  | Nagoya                                                                     | Stati Uniti                                                                | 0 – 0                                                                      | Ungheria                                                                   | Kirin Cup                                                                  | -                                                                          |                                                                            |
| 25-3-1993                                                                  | Tegucigalpa                                                                | Honduras                                                                   | 4 – 1                                                                      | Stati Uniti                                                                | Amichevole                                                                 | -4                                                                         |                                                                            |
| 9-4-1993                                                                   | Riad                                                                       | Arabia Saudita                                                             | 0 – 2                                                                      | Stati Uniti                                                                | Amichevole                                                                 | -                                                                          |                                                                            |
| 23-5-1993                                                                  | Fullerton                                                                  | Stati Uniti                                                                | 0 – 0                                                                      | Bolivia                                                                    | Amichevole                                                                 | -                                                                          |                                                                            |
| 16-6-1993                                                                  | Ambato                                                                     | Uruguay                                                                    | 1 – 0                                                                      | Stati Uniti                                                                | Coppa America 1993 - 1º turno                                              | -1                                                                         |                                                                            |
| 19-6-1993                                                                  | Quito                                                                      | Ecuador                                                                    | 2 – 0                                                                      | Stati Uniti                                                                | Coppa America 1993 - 1º turno                                              | -2                                                                         |                                                                            |
| 22-6-1993                                                                  | Quito                                                                      | Stati Uniti                                                                | 3 – 3                                                                      | Venezuela                                                                  | Coppa America 1993 - 1º turno                                              | -3                                                                         | 65’                                                                        |
| 31-8-1993                                                                  | Reykjavík                                                                  | Islanda                                                                    | 0 – 1                                                                      | Stati Uniti                                                                | Amichevole                                                                 | -                                                                          |                                                                            |
| 8-9-1993                                                                   | Oslo                                                                       | Norvegia                                                                   | 1 – 0                                                                      | Stati Uniti                                                                | Amichevole                                                                 | -1                                                                         |                                                                            |
| 13-10-1993                                                                 | Washington                                                                 | Stati Uniti                                                                | 1 – 1                                                                      | Messico                                                                    | Amichevole                                                                 | -1                                                                         |                                                                            |
| 23-10-1993                                                                 | Bethlehem                                                                  | Stati Uniti                                                                | 0 – 1                                                                      | Ucraina                                                                    | Amichevole                                                                 | -1                                                                         |                                                                            |
| 14-11-1993                                                                 | Mission Viejo                                                              | Stati Uniti                                                                | 8 – 1                                                                      | Isole Cayman                                                               | Amichevole                                                                 | -1                                                                         |                                                                            |
| 18-12-1993                                                                 | Palo Alto                                                                  | Stati Uniti                                                                | 0 – 3                                                                      | Germania                                                                   | Amichevole                                                                 | -3                                                                         |                                                                            |
| 22-1-1994                                                                  | Fullerton                                                                  | Stati Uniti                                                                | 1 – 1                                                                      | Svizzera                                                                   | Amichevole                                                                 | -1                                                                         |                                                                            |
| 10-2-1994                                                                  | Hong Kong                                                                  | Stati Uniti                                                                | 1 – 1 dts (2 – 4 dtr)                                                      | Danimarca                                                                  | Coppa Carlsberg                                                            | -1                                                                         |                                                                            |
| 20-2-1994                                                                  | Miami                                                                      | Stati Uniti                                                                | 1 – 3                                                                      | Svezia                                                                     | Joe Robbie Cup                                                             | -3                                                                         |                                                                            |
| 12-3-1994                                                                  | Los Angeles                                                                | Stati Uniti                                                                | 1 – 1                                                                      | Corea del Sud                                                              | Amichevole                                                                 | -1                                                                         |                                                                            |
| 16-4-1994                                                                  | Jacksonville                                                               | Stati Uniti                                                                | 1 – 1                                                                      | Moldavia                                                                   | Amichevole                                                                 | -1                                                                         |                                                                            |
| 24-4-1994                                                                  | Chula Vista                                                                | Stati Uniti                                                                | 1 – 2                                                                      | Islanda                                                                    | Amichevole                                                                 | -2                                                                         |                                                                            |
| 7-5-1994                                                                   | Fullerton                                                                  | Stati Uniti                                                                | 4 – 0                                                                      | Estonia                                                                    | Amichevole                                                                 | -                                                                          |                                                                            |
| 28-5-1994                                                                  | New Haven                                                                  | Stati Uniti                                                                | 1 – 1                                                                      | Grecia                                                                     | Amichevole                                                                 | -1                                                                         |                                                                            |
| 7-9-1994                                                                   | Londra                                                                     | Inghilterra                                                                | 2 – 0                                                                      | Stati Uniti                                                                | Amichevole                                                                 | -2                                                                         | 81’                                                                        |
| 19-10-1994                                                                 | Dharan                                                                     | Arabia Saudita                                                             | 2 – 1                                                                      | Stati Uniti                                                                | Amichevole                                                                 | -1                                                                         | 57’                                                                        |
| 22-4-1995                                                                  | Bruxelles                                                                  | Belgio                                                                     | 1 – 0                                                                      | Stati Uniti                                                                | Amichevole                                                                 | -1                                                                         |                                                                            |
| 28-5-1995                                                                  | Tampa                                                                      | Stati Uniti                                                                | 1 – 2                                                                      | Costa Rica                                                                 | Amichevole                                                                 | -2                                                                         |                                                                            |
| 11-6-1995                                                                  | Foxborough                                                                 | Stati Uniti                                                                | 3 – 2                                                                      | Nigeria                                                                    | US Cup 1995                                                                | -2                                                                         | 46’                                                                        |
| 25-6-1995                                                                  | Piscataway                                                                 | Stati Uniti                                                                | 0 – 0                                                                      | Colombia                                                                   | US Cup 1995                                                                | -                                                                          |                                                                            |
| 11-7-1995                                                                  | Paysandú                                                                   | Bolivia                                                                    | 1 – 0                                                                      | Stati Uniti                                                                | Coppa America 1995 - 1º turno                                              | -1                                                                         |                                                                            |
| 17-7-1995                                                                  | Paysandú                                                                   | Stati Uniti                                                                | 0 – 0 dts (4 – 1 dtr)                                                      | Messico                                                                    | Coppa America 1995 - Quarti di finale                                      | -                                                                          |                                                                            |
| 20-7-1995                                                                  | Maldonado                                                                  | Stati Uniti                                                                | 0 – 1                                                                      | Brasile                                                                    | Coppa America 1995 - Semifinale                                            | -1                                                                         |                                                                            |
| 16-8-1995                                                                  | Norrköping                                                                 | Svezia                                                                     | 1 – 0                                                                      | Stati Uniti                                                                | Amichevole                                                                 | -1                                                                         |                                                                            |
| 8-10-1995                                                                  | Washington                                                                 | Stati Uniti                                                                | 4 – 3                                                                      | Arabia Saudita                                                             | Amichevole                                                                 | -3                                                                         | 46’                                                                        |
| 9-6-1996                                                                   | Foxborough                                                                 | Stati Uniti                                                                | 2 – 1                                                                      | Irlanda                                                                    | US Cup 1996                                                                | -1                                                                         |                                                                            |
| 12-6-1996                                                                  | Washington                                                                 | Stati Uniti                                                                | 0 – 2                                                                      | Bolivia                                                                    | US Cup 1996                                                                | -2                                                                         |                                                                            |
| 16-6-1996                                                                  | Pasadena                                                                   | Stati Uniti                                                                | 2 – 2                                                                      | Messico                                                                    | US Cup 1996                                                                | -2                                                                         |                                                                            |
| 30-8-1996                                                                  | Los Angeles                                                                | Stati Uniti                                                                | 3 – 1                                                                      | El Salvador                                                                | Amichevole                                                                 | -1                                                                         |                                                                            |
| 1-12-1996                                                                  | San José                                                                   | Costa Rica                                                                 | 2 – 1                                                                      | Stati Uniti                                                                | Qual. Mondiali 1998                                                        | -2                                                                         |                                                                            |
| 14-12-1996                                                                 | Palo Alto                                                                  | Stati Uniti                                                                | 2 – 1                                                                      | Costa Rica                                                                 | Qual. Mondiali 1998                                                        | -1                                                                         |                                                                            |
| 21-12-1996                                                                 | Città del Guatemala                                                        | Guatemala                                                                  | 2 – 2                                                                      | Stati Uniti                                                                | Qual. Mondiali 1998                                                        | -2                                                                         |                                                                            |
| 17-1-1997                                                                  | Los Angeles                                                                | Stati Uniti                                                                | 0 – 1                                                                      | Perù                                                                       | US Cup 1997                                                                | -1                                                                         |                                                                            |
| 19-1-1997                                                                  | Pasadena                                                                   | Stati Uniti                                                                | 0 – 2                                                                      | Messico                                                                    | US Cup 1997                                                                | -2                                                                         |                                                                            |
| 22-1-1997                                                                  | Pasadena                                                                   | Stati Uniti                                                                | 1 – 4                                                                      | Danimarca                                                                  | US Cup 1997                                                                | -3                                                                         | 46’                                                                        |
| 4-6-1997                                                                   | Saint Louis                                                                | Stati Uniti                                                                | 0 – 0                                                                      | Paraguay                                                                   | Amichevole                                                                 | -                                                                          |                                                                            |
| 17-6-1997                                                                  | Jacksonville                                                               | Stati Uniti                                                                | 2 – 1                                                                      | Israele                                                                    | Amichevole                                                                 | -                                                                          | 63’                                                                        |
| 29-6-1997                                                                  | San Salvador                                                               | El Salvador                                                                | 1 – 1                                                                      | Stati Uniti                                                                | Qual. Mondiali 1998                                                        | -1                                                                         |                                                                            |
| 7-8-1997                                                                   | Baltimora                                                                  | Stati Uniti                                                                | 0 – 1                                                                      | Ecuador                                                                    | Amichevole                                                                 | -1                                                                         |                                                                            |
| 2-11-1997                                                                  | Città del Messico                                                          | Messico                                                                    | 0 – 0                                                                      | Stati Uniti                                                                | Qual. Mondiali 1998                                                        | -                                                                          |                                                                            |
| 9-11-1997                                                                  | Burnaby                                                                    | Canada                                                                     | 0 – 3                                                                      | Stati Uniti                                                                | Qual. Mondiali 1998                                                        | -                                                                          |                                                                            |
| 16-11-1997                                                                 | Foxborough                                                                 | Stati Uniti                                                                | 4 – 2                                                                      | El Salvador                                                                | Qual. Mondiali 1998                                                        | -                                                                          | 46’                                                                        |
| 24-1-1998                                                                  | Orlando                                                                    | Stati Uniti                                                                | 1 – 0                                                                      | Svezia                                                                     | Amichevole                                                                 | -                                                                          |                                                                            |
| 1-2-1998                                                                   | Oakland                                                                    | Stati Uniti                                                                | 3 – 0                                                                      | Cuba                                                                       | Gold Cup 1998 - 1º turno                                                   | -                                                                          | 72’                                                                        |
| 7-2-1998                                                                   | Oakland                                                                    | Stati Uniti                                                                | 2 – 1                                                                      | Costa Rica                                                                 | Gold Cup 1998 - 1º turno                                                   | -1                                                                         |                                                                            |
| 25-6-1998                                                                  | Nantes                                                                     | Stati Uniti                                                                | 0 – 1                                                                      | Jugoslavia                                                                 | Mondiali 1998 - 1º turno                                                   | -1                                                                         |                                                                            |
| 30-7-1999                                                                  | East Rutherford                                                            | Stati Uniti                                                                | 2 – 0                                                                      | Germania                                                                   | Conf. Cup 1999 - 1º turno                                                  | -                                                                          |                                                                            |
| 3-8-1999                                                                   | Guadalajara                                                                | Stati Uniti                                                                | 2 – 0                                                                      | Arabia Saudita                                                             | Conf. Cup 1999 - Finale 3º posto                                           | -                                                                          |                                                                            |
| 17-11-1999                                                                 | Marrakech                                                                  | Marocco                                                                    | 2 – 1                                                                      | Stati Uniti                                                                | Amichevole                                                                 | -                                                                          | 46’                                                                        |
| 16-1-2000                                                                  | Pasadena                                                                   | Stati Uniti                                                                | 1 – 1                                                                      | Iran                                                                       | Amichevole                                                                 | -1                                                                         |                                                                            |
| 12-2-2000                                                                  | Miami                                                                      | Stati Uniti                                                                | 3 – 0                                                                      | Haiti                                                                      | Gold Cup 2000 - 1º turno                                                   | -                                                                          |                                                                            |
| 16-2-2000                                                                  | Miami                                                                      | Perù                                                                       | 0 – 1                                                                      | Stati Uniti                                                                | Gold Cup 2000 - 1º turno                                                   | -                                                                          |                                                                            |
| 19-2-2000                                                                  | Miami                                                                      | Stati Uniti                                                                | 2 – 2 dts (1 – 2 dtr)                                                      | Colombia                                                                   | Gold Cup 2000 - Quarti di finale                                           | -2                                                                         |                                                                            |
| 6-6-2000                                                                   | Foxborough                                                                 | Stati Uniti                                                                | 1 – 1                                                                      | Irlanda                                                                    | US Cup 2000                                                                | -1                                                                         |                                                                            |
| 16-8-2000                                                                  | Foxborough                                                                 | Stati Uniti                                                                | 7 – 0                                                                      | Barbados                                                                   | Qual. Mondiali 2002                                                        | -                                                                          |                                                                            |
| 28-2-2001                                                                  | Columbus                                                                   | Stati Uniti                                                                | 2 – 0                                                                      | Messico                                                                    | Qual. Mondiali 2002                                                        | -                                                                          |                                                                            |
| 28-3-2001                                                                  | San Pedro Sula                                                             | Honduras                                                                   | 1 – 2                                                                      | Stati Uniti                                                                | Qual. Mondiali 2002                                                        | -1                                                                         | 43’                                                                        |
| 7-6-2001                                                                   | Columbus                                                                   | Stati Uniti                                                                | 0 – 0                                                                      | Ecuador                                                                    | Amichevole                                                                 | -                                                                          |                                                                            |
| 1-9-2001                                                                   | Washington                                                                 | Stati Uniti                                                                | 2 – 3                                                                      | Honduras                                                                   | Qual. Mondiali 2002                                                        | -3                                                                         |                                                                            |
| 5-9-2001                                                                   | San José                                                                   | Costa Rica                                                                 | 2 – 0                                                                      | Stati Uniti                                                                | Qual. Mondiali 2002                                                        | -2                                                                         |                                                                            |
| 7-10-2001                                                                  | Foxborough                                                                 | Stati Uniti                                                                | 2 – 1                                                                      | Giamaica                                                                   | Qual. Mondiali 2002                                                        | -1                                                                         |                                                                            |
| 13-2-2002                                                                  | Catania                                                                    | Italia                                                                     | 1 – 0                                                                      | Stati Uniti                                                                | Amichevole                                                                 | -1                                                                         |                                                                            |
| 17-4-2002                                                                  | Dublino                                                                    | Irlanda                                                                    | 2 – 1                                                                      | Stati Uniti                                                                | Amichevole                                                                 | -1                                                                         | 46’                                                                        |
| 12-5-2002                                                                  | Washington                                                                 | Stati Uniti                                                                | 2 – 1                                                                      | Uruguay                                                                    | Amichevole                                                                 | -1                                                                         |                                                                            |
| 19-5-2002                                                                  | Foxborough                                                                 | Stati Uniti                                                                | 0 – 2                                                                      | Paesi Bassi                                                                | Amichevole                                                                 | -1                                                                         | 46’                                                                        |
| 5-6-2002                                                                   | Suwon                                                                      | Stati Uniti                                                                | 3 – 2                                                                      | Portogallo                                                                 | Mondiali 2002 - 1º turno                                                   | -2                                                                         |                                                                            |
| 10-6-2002                                                                  | Taegu                                                                      | Corea del Sud                                                              | 1 – 1                                                                      | Stati Uniti                                                                | Mondiali 2002 - 1º turno                                                   | -1                                                                         |                                                                            |
| 14-6-2002                                                                  | Daejeon                                                                    | Polonia                                                                    | 3 – 1                                                                      | Stati Uniti                                                                | Mondiali 2002 - 1º turno                                                   | -3                                                                         |                                                                            |
| 17-6-2002                                                                  | Jeonju                                                                     | Messico                                                                    | 0 – 2                                                                      | Stati Uniti                                                                | Mondiali 2002 - Ottavi di finale                                           | -                                                                          | 83’                                                                        |
| 21-6-2002                                                                  | Ulsan                                                                      | Germania                                                                   | 1 – 0                                                                      | Stati Uniti                                                                | Mondiali 2002 - Quarti di finale                                           | -1                                                                         |                                                                            |
| 31-3-2004                                                                  | Płock                                                                      | Polonia                                                                    | 0 – 1                                                                      | Stati Uniti                                                                | Amichevole                                                                 | -                                                                          |                                                                            |
| Totale                                                                     |                                                                            | Presenze                                                                   | 82                                                                         |                                                                            | Reti                                                                       | -85                                                                        |                                                                            |

## Palmarès

### Giocatore

#### Club
- Supercoppa di Turchia: 1

Galatasaray: 1996
- Coppa di Lega inglese: 1

Blackburn: 2001-2002

#### Nazionale
- Giochi panamericani: 1

1991

#### Individuale
- MLS Best XI: 1

1997
- U.S. Soccer Athlete of the Year: 1

2002